# 安部智子
安部 智子（あべ ともこ、1979年1月5日 - ）は、日本の実業家。大分県出身。株式会社T&T代表取締役社長。
建設業界では難しいといわれている分野リノベーションを得意とする女性青年実業家。
保護観察処分を受けた少年たちを更生させた実績を多数持ち、2015年法務大臣から感謝状をうけた。
親族には元総理大臣の村山富市がいる。
2015年7月TOKYO MXのテレビ番組『わたしの履歴書』に出演。TOMORO、小島慶子、藤田富と共演、対談した。
月刊誌CHANTO 2015年9月号に同番組の特集と供に掲載された。